# Quận Henry, Missouri
Quận Henry là một quận thuộc tiểu bang Missouri, Hoa Kỳ. Theo điều tra dân số năm 2000 của Cục điều tra dân số Hoa Kỳ, quận có dân số 21.997 người 2. Quận lỵ đóng ở Clinton 6

## Địa lý
Theo Cục điều tra dân số Hoa Kỳ, quận có tổng diện tích 1897 km2, trong đó có 78 km2 là diện tích mặt nước.